# بیوگرافی بن
بیوگرافی بن (عبری: Habiographia Shel Ben‎) فیلمی در ژانر کمدی به کارگردانی دان ولمن است که در سال ۲۰۰۳ منتشر شد.